# Alexander Kluge
Alexander Kluge, född 14 februari 1932 i Halberstadt, provinsen Sachsen, är en tysk jurist, filmregissör, TV-producent, författare och manusförfattare.

## Biografi
Alexander Kluge har framförallt blivit känd som en av regissörerna inom Den nya tyska filmen, den västtyska film som slog igenom på 1960-talet.
Kluge studerade juridik, historia och musik vid Marburgs universitet och Johann Wolfgang Goethe-Universität i Frankfurt am Main; han blev juris doktor 1956. 
Kluge var en av medlemmarna i Gruppe 47.